# Willy's Wonderland
Willy's Wonderland è un film del 2021 diretto da Kevin Lewis.

## Trama
A causa di bande chiodate sulla strada, un taciturno autista si ritrova bloccato nella città di Hayesville, Nevada. Viene recuperato da un meccanico di nome Jed Love, che incolpa dei ragazzini per i chiodi e ammette di non poter adoperare la carta di credito del viaggiatore che, a causa di guasti ai bancomat, non può ritirare i soldi per la riparazione alle ruote. Fortunatamente, il ricco proprietario Tex Macadoo gli offre un lavoretto: ripulirgli un abbandonato locale d'intrattenimento, in cambio avrà una gratuita riparazione all'auto. Questo locale è il Willy's Wonderland, un ex-luogo per famiglie dove si festeggiavano soprattutto i compleanni dei bambini, caratterizzato da pupazzi meccanici come mascotte. Senza dire una parola, il viandante accetta e si mette all'opera, venendo chiuso a chiave nel locale. Intanto, la figlia adottiva dello sceriffo Eloise Lund, Liv Hawthorne, tenta un'altra volta con i suoi amici, Chris Muley, Kathy Barnes, Aaron Powers, Bob McDaniel e Dan Lorraine, di mandare a fuoco il Willy's, piano più volte mandato in fumo dallo sceriffo.
Con solo gli animatronici, composti da Willy la donnola, Arty l'alligatore, Cammy il camaleonte, Ozzie lo struzzo, Tito la tartaruga, Knighty il cavaliere, Gus il gorilla e Sara la fata, a fargli compagnia, il viandante fa presto a notare che c'è qualcosa di strano in loro e, poco dopo, viene assalito da Ozzie, ma il viandante, armato solo di manico di scopa, lo distrugge. Liv e i suoi amici, all'esterno, si preparano per bruciare il locale, ma poi notano che qualcuno è all'interno. La ragazza cerca di avvertire da un vetro, l'uomo del pericolo in cui si trova, ma lui la ignora. Liv tenta comunque di volerlo salvare e entra tramite le condutture. Intanto, il viandante è attaccato da Gus nei bagni e, nonostante il gorilla sia piuttosto forte, il viandante gli spacca la testa, sbattendola ripetutamente su un water per poi ripulire il tutto e ficcando il suo corpo in un sacco della spazzatura. In tanto nei condotti, Liv viene spaventata da Arty e casca nella zona di Sara la fata.
Sfuggita a Sara, Liv incappa nel viandante e tenta di convincerlo a lasciare il locale ma, come se niente fosse, il viandante la ignora, senza contare che, nonostante due robot abbiano appena tentato di ucciderlo, non è minimamente smosso dalla situazione continuando a pulire e facendo piccole pause regolari per bere bibite in lattine e pulire un flipper con cui poi giocare. Gli amici di Liv cercano di entrare dal tetto, ma precipitano dentro l'edificio dopo una rissa e cadono in una vasca di palline, questo fa risvegliare i restanti robot che iniziano a cantare. Mentre Bob e Kathy vanno ad appartarsi nella Stanza del Super Divertimento, Liv spiega che il Willy's Wonderland un tempo era di proprietà di Jerry Robert Willis, un temuto serial killer affiancato da molti suoi colleghi cannibali, attirando sventurate vittime in luoghi appartati, tramite costumi e i robot, per poi ucciderle. La polizia li beccò, ma era troppo tardi: i criminali si erano sacrificati in un rito satanico per vivere dentro le tute animatroniche. Dieci anni dopo, Tex riaprì il Willy's Wonderland, ma gli animatronici si rivelarono macchine assassine e il locale fu chiuso di nuovo. Gli abitanti della città lo sanno, ma invece di finir divorati uno a uno, hanno stretto un patto con il diavolo e ci mandano i turisti di passaggio come sacrifici umani per tenerli a bada. Liv i suoi amici notano però stupefatti che il taciturno viandate ha già ucciso due di loro, ritenendo che egli sia un tipo fuori dal comune.
All'improvviso le luci si spengono e Willy inizia una performance da solista. Nel mentre, Knighty trafigge Aaron con la sua spada e Liv dice a tutti di scappare e dividersi. Sara e Tito divorano Dan in una stanza con luci stroboscopiche e Arty fa il guardone di Kathy e Bob mentre fanno sesso, e poi li morsica a morte. Aiutato da Liv, il viandante uccide Knighty decapitandolo con la sua stessa spada e fa fuori Arty con una netta divaricazione delle fauci. Chris, intanto, seguito da Cammy, si nasconde in una sala giochi e telefona allo sceriffo affinché mandi i soccorsi. Accompagnata dal vicesceriffo Evan Olson, Eloise corre al locale, spiegando al collega che, dopo la chiusura, gli animatronici si sono spinti in città e hanno assassinato i paesani. Non trovando altra soluzione, Tex, Jed ed Eloise hanno fatto un patto con loro: avrebbero offerto ai robot dei sacrifici per placarli, costringendo i poveri viaggiatori a fermarsi in città per poi farli divorare, convincendoli a passare la notte nel Willy’s Wonderland mediante qualche menzogna. Tra queste vittime ci sono anche i genitori di Liv e, sentendosi in colpa, lo sceriffo ha adottato la bambina, ora intenzionata a distruggere il locale per sempre. Liv sperava che col tempo Eloise sarebbe cambiata e diventata buona, ma ciò non avvenne continuando a sacrificare persone agli animatroni. Persa ogni traccia di compassione, la ragazza spera che Eloise abbia ciò che merita. 
Nel frattempo, Cammy convince Chris che lei è diversa dagli altri robot, che è buona, così Chris, che si era nascosto, esce allo scoperto, ma immediatamente Cammy gli spezza il collo con la lingua. Resi inoffensivi Cammy, Tito e Sara, Liv e il viandante fanno per scappare, ma sono fermati dalla polizia. Eloise ammanetta il viandante e lo riporta dentro per darlo in pasto ai demoni ed evitare che il patto venga interrotto, mentre il vice fa per riportare Liv a casa, ma sulla via è ucciso da Tito, mentre Liv riesce a fuggire. Nel frattempo, il viandante, anche se ammanettato, riesce a sconfiggere Cammy e Sara, ripresesi dall'ultimo scontro, e si libera dalle manette. 
Lo sceriffo, accortasi che l'uomo è ancora vivo e che getta nei cassonetti tutte le carcasse degli animatronici, gli punta il fucile contro e chiama l’unica mascotte rimasta al locale, cioè Willy, posseduto da Jerry, per offrirlo a quest'ultimo, ma, a sua sorpresa, Willy uccide prima la donna, perché non è riconoscente verso chi lo aiuta ed è assetato a chiudere i conti con il viandante. I due si scontrano e, sebbene all'inizio il pupazzo sembra abbia la meglio, alla fine il viandante ne esce vittorioso, massacrandolo a randellate con due stecche da biliardo attaccate con nastro adesivo e un sacchetto con dentro le ultime lattine di energy drink, e conclude staccando la testa a Willy.
Il giorno dopo, Tex e Jed tornano al locale per rimuovere il cadavere ma trovano il locale lindo e pinto e privo dei pupazzi meccanici. Il viandante riottiene il suo veicolo e se ne va dalla città assieme a Liv, tornata indietro al locale.
Risalendo in macchina, Ted e Jed si rallegrano della morte di Willy e i suoi, progettando di riaprire il locale e cominciare un'onesta vita, ma Sara la fata si rivela essere ancora attiva e fa esplodere la macchina con la benzina che si erano portati Liv e i suoi amici, uccidendoli e morendo a sua volta nell'esplosione. Si intuisce che il viandate sia un'entità, giunta a porre fine al male di Willy's Wonderland.
Il film termina con il viandante e Liv che, lungo il tragitto in macchina, investono Tito e con Willy in versione cartone animato che saluta il pubblico, dicendo che la festa non finisce mai al Willy's Wonderland.

## Produzione
Il film è stato annunciato nell'ottobre 2019 da Screen Media Films, dopo che allo sceneggiatore e produttore G. O. Parsons è stato consigliato di creare un film, ma non è stato soddisfatto del suo primo tentativo, un cortometraggio intitolato Wally's Wonderland, ma lo tenne in considerazione per un film futuro. Poco tempo dopo, Deadline Hollywood ha confermato che Nicolas Cage si era unito al cast dopo che la sceneggiatura, che è diventata popolare sul sito, ha attirato la sua attenzione. Cage ha anche accettato di produrre il film insieme a Jeremy Davis di JD Entertainment e a Grant Cramer della Landafar Entertainment, in collaborazione con Mike Nilon della Saturn Films di Cage. Kevin Lewis è stato assunto come regista mentre il cast si è unito nel febbraio 2020.

## Merchandising
Il 29 gennaio 2021, per promuovere il film, G.O. Parsons ha annunciato su Twitter che sarebbero state distribuite magliette originali di Willy's Wonderland identiche alla maglietta che Nicolas Cage indossa nel film. Oltre a questa, furono anche distribuiti zainetti, cuscini, poster, cappelli e quant'altro.
Il 25 giugno 2021, Parsons ha confermato che l'American Mythology Productions avrebbe distribuito una serie di fumetti che fungerà da prequel del film. Il primo volume è stato distribuito nell'ottobre 2021. Racconta le origini dei ragazzi le cui anime sono rinchiuse dentro i personaggi animatronici. Jerry Robert Willis è un serial killer  che depreda ogni famiglia che lo assume come fotografo sadomasochista. Siren Sara è un'insegnante di danza che, vedendo la sua assistente fare l'amore con il suo ragazzo (o possibile marito), presa dalla rabbia, li uccide entrambi con un'ascia. Dopo i vari omicidi, Willis viene arrestato insieme a Sara e vengono condannati a morte. Prima di morire, Willis e Sara recitano un rituale satanico per reincarnare le loro anime nei robot e uccidere tutti i visitatori della tavola calda. Gus era un guardiano dello zoo socialmente compromesso. Dopo essere stato rimproverato dalle mani del suo capo, scatta all'improvviso e la picchia fino all'oblio, e viene catturato dalle forze dell'ordine

## Distribuzione
La data d'uscita di Willy's Wonderland era prevista per il 30 ottobre 2020, ma è stata annullata a causa della pandemia di COVID-19. Il 15 gennaio 2021 è stato annunciato che il film sarebbe stato distribuito direttamente in video on demand. In America è stato distribuito il 12 febbraio 2021 sulle principali piattaforme di streaming (insieme ad una distribuzione limitata nelle sale cinematografiche) mentre in Italia il 12 agosto dello stesso anno, sempre on demand.

## Critica
Il film ha ricevuto critiche miste. Sull'aggregatore Rotten Tomatoes, il film ha un indice di gradimento del 62% basato su 82 recensioni professionali, con un voto di 5,6 su 10. Il sito recita: "Willy's Wonderland non è così divertente come la sua premessa potrebbe suggerire, ma ha comunque un Nicolas Cage che le dà di santa ragione a degli animatroni assetati di sangue, il che è bello." Su Metacritic il film ha un voto di 44 su 100, basato su 14 recensioni "generalmente negative o miste".